# Ингрессия
Ингрессия (нем. Ingression — от лат. ingressio; дословно — «вхождение») — геологический процесс представляющий собой наступление морей (океанов) и сопровождающееся заполнением прилегающих низменностей, долин, котловин и отложением в них осадков, отличающихся большим разнообразием, так как к морским отложениям нередко присоединяются продукты атмосферного разрушения пород. Обычно наступление моря происходит спокойно, без смыва (см. Абразия).
В ходе ингрессионных процессов образуются так называемые ингрессионные берега (как правило с изрезанной береговой линией) и, одновременно, формируется характерный тип залегания горных пород получивший название — ингрессивное залегание. В зависимости от происхождения понижений рельефа местности ингрессионные берега подразделяются на берега структурно-денудационного, гляциального, флювиального и эолового расчленения.
Ингрессионные берега удобны для строительства портов, пирсов, доков и других стоянок судов.